# Partia Chrześcijańskich Demokratów
De Partij van Christen-Democraten (PChD) (Partia Chrześcijańskich Demokratów) was een kleine christendemocratische partij, die in Polen in de jaren negentig heeft bestaan.

## Geschiedenis
Na de omwenteling in 1989 kwam er in Polen langzaam een proces van partijvorming op gang. Een van de partijen die uit het vrije vakverbond Solidariteit voortkwamen, was de PChD. De partij werd in Poznań op 16 december 1990 opgericht. Ruim tien parlementariërs van Solidarność traden tot de nieuwe groepering toe. Bij de parlementsverkiezingen van 1991 behaalde de PChD 1,12% van de stemmen, wat resulteerde in 4 zetels in de Sejm en 3 zetels in de Senaat. In 1992-1993 maakte de partij deel uit van de zeven partijen tellende regering van Hanna Suchocka, waarbinnen PChD-voorzitter Paweł Łączkowski vicepremier was. 
In 1993 nam de PChD deel aan de parlementsverkiezingen als onderdeel van het Katholiek Kiescomité "Vaderland". Deze coalitie, waardoor ook de ZChN, de SLCh en de Conservatieve Partij behoorden, behaalde 6,37% van de stemmen, maar verdween vanwege de kiesdrempel van 8% voor coalities van partijen desondanks uit het parlement. In 1994-1995 vormde de PChD een onsuccesvolle coalitie met onder meer de SLCh en de PK, de Alliantie van 11 November. In 1997 kwam de partij als onderdeel van Verkiezingsactie Solidariteit met zeven zetels terug in de Sejm. In de regering van Jerzy Buzek was de PChD vertegenwoordigd in de persoon van Janusz Steinhoff (minister van Economische Zaken en vanaf 2000 ook vicepremier). 
Op 26 september 1999 ging de PChD samen met de Beweging voor de Republiek (RdR) en een deel van de Centrumalliantie op in een nieuwe partij, de Alliantie van Poolse Christen-Democraten (PPChD).